# Maria ter Steeg
Maria Henriëtte Alexandra ter Steeg-van Wayenburg (Wassenaar, 21 augustus 1946) is een Nederlands theologe.

## Levensloop
Na het gymnasium op het rooms-katholieke Meisjeslyceum in Den Haag ging ze in 1965 theologie studeren aan de Katholieke Universiteit Nijmegen. Dat jaar was het bij die opleiding voor het eerst mogelijk dat leken die studie gingen volgen. In 1972 was ze de eerste vrouwelijke leek die aan de Nijmeegse universiteit onder prof. Edward Schillebeeckx afstudeerde in de dogmatische theologie. Na een jaar werkzaam te zijn geweest bij een uitgeverij werd Ter Steeg in 1974 pastoraal werker bij het KRO-omroeppastoraat waar ze samenwerkte met onder andere Jan ter Laak en Jack de Valk. In die periode speelde het Omroeppastoraat een prominente rol in de kort daarvoor ingezette liturgievernieuwing. Daarna was Ter Steeg geestelijk verzorger bij het Sint Antonius Ziekenhuis in Nieuwegein. In 1986 werd ze hoofd van de afdeling godsdienstige programma’s bij de RKK/KRO Televisie als opvolgster van pater Gerd Sprokel die eerder dat jaar overleden was. Ze was de eerste leek op die positie en het was ook de eerste keer dat een vrouw een leidinggevende positie binnen de KRO kreeg. Die functie gaf ze in 1992 op omdat haar echtgenoot, Louis ter Steeg (1936-2007), bij de KRO directeur coördinatie, beheer en uitgeverij werd en ze niet wilde werken bij dezelfde organisatie waar haar man zo'n leidinggevende functie had. In die periode is ze ook ad interim directeur geweest van het 'Katholiek Media Centrum' in Driebergen en tot voorzitter gekozen van de 'internationale katholieke vereniging voor radio en televisie' (UNDA).
Van 1994 tot 2008 was ze staf- en bestuurslid van het aartsbisdom Utrecht. Tevens was ze tot april 2009 vicevoorzitter van Justitia et Pax Nederland.
Verder was Ter Steeg sinds 2006 secretaris van de instelling Hulp & Recht die door de RK-kerk is aangewezen voor meldingen van seksueel misbruik binnen Nederlandse instellingen van dat kerkgenootschap (zie over dit onderwerp ook Seksueel misbruik binnen de Katholieke Kerk). Begin 2010 kwam Hulp & Recht in het nieuws toen ze door de media-aandacht voor misbruik in Nederland opeens relatief veel nieuwe meldingen kreeg. In juni 2011 kwam een commissie onder leiding van Ronald Bandell met een rapport als gevolg waarvan besloten is Hulp & Recht op te heffen.
Op 21 augustus 2011, op haar 65e verjaardag, werd ze benoemd tot 'Dame in de Orde van de Heilige Gregorius'; een hoge pauselijke onderscheiding en de vrouwelijke variant van een ridder in die orde.